# Hjernehinde
Hjernehinden er de membraner der omslutter hjernen og rygmarven. Centralnervesystemet er omgivet af fire bindevævshinder (gr. meninx, meninges), der superficielt til profundt er navngivet: Dura mater, Arachnoidea mater (ofte blot arachnoidea), Pia mater og Subarachnoid lymphatic-like membrane (SLYM).

## Struktur

### Kranielt

#### Dura mater
Dura mater er en kraftig membran af kollagent bindevæv, der beklæder kranieknoglerne som den intrakranielle periost, beskytter hjernen mod mekanisk manipulation, og opdeler kraniekassen i segmenter. Falx cerebri adskiller hjernehemisfærerne i midtsaggitalplanet, falx cerebelli og tentorium cerebelli danner skillevæg hhv. internt i cerebellum, og mellem cerebellum og telencehphalon.

#### Arachnoidea mater
Arachnoidea (da. spindelhinden) mater encephali følger kraniekassens inderside og dura maters skillesegmenter.
Cerebrospinalvæske findes i subarachnoidalrummet mellem arachnoidea og pia mater.

#### Pia mater
Følger hjernens hvælvninger og er fæstnet tæt til hjernen.

#### Subarachnoid lymphatic-like membrane
SLYM er immunfænotypisk adskilt fra de andre meningeale lag i menneske- og musehjernen og repræsenterer en tæt barriere for opløste stoffer på mere end 3 kilodalton, der effektivt underinddeler subarachnoidrummet i to forskellige rum. SLYM er vært for en stor population af myeloide celler, hvis antal stiger som reaktion på inflammation og aldring, så dette lag repræsenterer en medfødt immunniche, der er ideelt placeret til at overvåge cerebrospinalvæsken.

### Spinalt
Hjernehinderne beklæder rygmarven igennem canalis vertebralis, og ender som filum terminale, der er en pia mater (en) forlængelse der løber gennem canalis sacralis og hæfter kaudalt på os coccygis.

## Klinisk relevans
- Meningitis
- Epiduralt hæmatom, blødning mellem kraniet og dura mater.
- Subduralt hæmatom, blødning mellem dura mater og arachnoidea (spatium subdurale).
- Subarachnoidalt hæmatom, blødning mellem arachnoidea mater og pia mater.
- Hydrocephalus
- Epiduralblokade
- Meningealt karcinom
- Se også
  - intracerebralt hæmatom, blødninger profund for meninges (i selve hjernen).
  - Lumbalpunktur
  - Ventrikelsystem